# 27712 Coudray
27712 Coudray este un asteroid din centura principală de asteroizi.

## Descriere
27712 Coudray este un asteroid din centura principală de asteroizi. A fost descoperit pe 3 noiembrie 1988 la Tautenburg de Freimut Börngen. El prezintă o orbită caracterizată de o semiaxă mare de 2,19 ua, o excentricitate de 0,18 și o înclinație de 3,1° în raport cu ecliptica.